# Uvularia puberula
Uvularia puberula är en tidlöseväxtart som beskrevs av André Michaux. Uvularia puberula ingår i släktet Uvularia och familjen tidlöseväxter. Inga underarter finns listade i Catalogue of Life.